# PEC 45/2023
A Proposta de Emenda à Constituição n° 45, de 2023, também conhecida como PEC das Drogas, é um projeto de emenda constitucional que visa alterar o artigo 5º da Constituição Federal de 1988, para prever como mandado de criminalização a posse e o porte de entorpecentes e drogas afins independentemente da quantidade, sem autorização ou em desacordo com determinação legal ou regulamentar.
O relator da PEC na Comissão de Constituição e Justiça (CCJ), senador Efraim Filho (União-PB), apresentou um parecer favorável à criminalização, adicionando um dispositivo para estabelecer penas mais rigorosas para traficantes e alternativas para usuários, incluindo tratamento para dependência. A PEC também foi defendida como uma maneira de dialogar institucionalmente com os demais Poderes da República, em resposta a discussões sobre a descriminalização de pequenas quantidades de drogas para uso pessoal, tema atualmente em análise pelo Supremo Tribunal Federal (STF).
Contudo, a PEC 45/2023 também enfrentou críticas, especialmente relacionadas ao potencial impacto no sistema prisional brasileiro, já sobrecarregado. Críticos argumentaram que a medida poderia levar a um aumento no encarceramento em massa e punições desnecessárias. Além disso, foi argumentado que a criminalização não é a solução mais eficaz para lidar com os desafios da dependência de drogas e que a proposta poderia ferir princípios fundamentais da Constituição.
A PEC foi aprovada pelo plenário do Senado Federal em 16 de abril de 2024 com 52 votos a favor e 9 contra, e agora segue para votação na Câmara dos Deputados.

## História
A Proposta de Emenda à Constituição (PEC) 45/2023 surgiu como uma resposta diante de discussões acaloradas e divergentes em torno da questão do porte e da posse de drogas no Brasil. Proposta pelo presidente do Congresso e do Senado, Rodrigo Pacheco (PSD-MG), e tendo como relator o senador Efraim Filho (União-PB), a PEC busca estabelecer uma política de tolerância zero para o porte ou posse de drogas, independentemente da quantidade, modificando assim a Constituição Brasileira para criminalizar tais atos.
A discussão em torno da descriminalização do porte de drogas para consumo pessoal tem sido objeto de um intenso debate no Supremo Tribunal Federal (STF), com o julgamento do recurso extraordinário 635659 em andamento que já apresentou um placar favorável de 5 ministros à descriminalização do porte de pequenas quantidades de maconha para consumo próprio, enquanto, 3 ministros são contra à descriminalização.

### Artigo 28 da Lei 11.343/2006
O artigo 28 da Lei 11.343/2006 diz que as seguintes condutas são consideras crime:
Art. 28. Quem adquirir, guardar, tiver em depósito, transportar ou trouxer consigo, para consumo pessoal, drogas sem autorização ou em desacordo com determinação legal ou regulamentar será submetido às seguintes penas:
De acordo com o Supremo Tribunal Federal, esse artigo prevê um tipo penal, em outras palavras, a posse de drogas para consumo pessoal é um crime. Contudo, as sanções previstas, "I - advertência sobre os efeitos das drogas; II - prestação de serviços à comunidade; III - medida educativa de comparecimento a programa ou curso educativo.", não são consideradas penas, ocorrendo o fenômeno da "despenalização", caracterizado pela exclusão de penas privativas de liberdade como sanção principal ou substitutiva, não deixando, contudo, de ser crime, com as consequências dessa definição (perda dos direitos políticos, possibilidade de reincidência, antecedentes, etc). Esse entendimento foi firmado no julgamento de questão de ordem no Recurso Extraordinário 4301059/RJ, relatado pelo Ministro Sepúlveda Pertence, decidido por unanimidade pela Primeira Turma, em 2007.
Da mesma forma, prevê os seguintes crimes:
§ 1o Às mesmas medidas submete-se quem, para seu consumo pessoal, semeia, cultiva ou colhe plantas destinadas à preparação de pequena quantidade de substância ou produto capaz de causar dependência física ou psíquica.
O parágrafo segundo diz que, para determinar se a droga seria destinada para consumo pessoal, o juiz deverá atentar "à natureza e à quantidade da substância apreendida, ao local e às condições em que se desenvolveu a ação, às circunstâncias sociais e pessoais, bem como à conduta e aos antecedentes do agente."
Nota-se que não há um critério objetivo para determinar o elemento subjetivo, ou seja, para determinar a intenção da pessoa que seria encontrada com a droga, como por exemplo a quantidade de droga por peso.
Na hipótese de o autor do fato se recusar a cumprir as sanções descritas acima, o juiz deverá, de acordo com o parágrafo sexto, submetê-lo, sucessivamente, a "I - admoestação verbal; II - multa." 
Sobre a multa, veja:
Art. 29. Na imposição da medida educativa a que se refere o inciso II do § 6o do art. 28, o juiz, atendendo à reprovabilidade da conduta, fixará o número de dias-multa, em quantidade nunca inferior a 40 (quarenta) nem superior a 100 (cem), atribuindo depois a cada um, segundo a capacidade econômica do agente, o valor de um trinta avos até 3 (três) vezes o valor do maior salário mínimo.
Parágrafo único. Os valores decorrentes da imposição da multa a que se refere o § 6o do art. 28 serão creditados à conta do Fundo Nacional Antidrogas.

## Tramitação
A proposta foi apresentada pelo presidente do Senado Federal, Rodrigo Pacheco, em 14 de setembro de 2023 e foi aprovada pela CCJ em 13 de março de 2024.
Em 16 de abril de 2024, o plenário do Senado Federal aprovou a proposta em 1º turno com 53 votos favoráveis e 9 contrários, poucos segundos depois, Rodrigo Pacheco, presidente do Senado, colocou em pauta na mesma sessão a votação do 2º turno, no qual a redação final foi aprovada por 52 votos favoráveis e 9 contrários.
Em 22 de maio de 2024, a Comissão de Constituição e Justiça da Câmara dos Deputados debateu sobre a criminalização da posse e do porte de drogas.